# 1475
Il 1475 (MCDLXXV in numeri romani) è un anno  del XV secolo.

## Eventi
- 10 gennaio – Battaglia di Vaslui: Stefano III di Moldavia sconfigge l'impero ottomano, guidato in questo periodo da Maometto II.
- 18 febbraio – Prima edizione a stampa di un libro in lingua ebraica. Si tratta del "Commentarius in Pentateuchum" stampato a Reggio Calabria dal tipografo ebreo-spagnolo di origini tedesche Abraham ben Garton ben Isaac.
- 1º giugno – Caffa è presa dagli ottomani.
- Inizia in Spagna la guerra di successione ad Enrico IV di Castiglia.
- 29 agosto – Trattato di Picquigny: Francia e Inghilterra firmano un trattato che pone ufficialmente fine alla Guerra dei cent'anni.

## Nati

### Gennaio
- 9 gennaio - Pietro Baldi del Riccio, poeta e umanista italiano († 1507)

### Febbraio
- 25 febbraio - Edoardo Plantageneto, XVII conte di Warwick, principe inglese († 1499)

### Marzo
- 6 marzo - Michelangelo Buonarroti, pittore, scultore e architetto italiano († 1564)
- 12 marzo - Luca Gaurico, vescovo cattolico e astrologo italiano († 1558)

### Maggio
- 18 maggio - Alfonso d'Aviz, principe († 1491)
- 23 maggio - Giovan Francesco Rustici, scultore italiano († 1554)

### Giugno
- 29 giugno - Beatrice d'Este, duchessa, stilista e mecenate italiana († 1497)

### Luglio
- 5 luglio - Pandolfo IV Malatesta, condottiero italiano († 1534)
- 23 luglio - Alberto III Pio di Savoia, politico († 1531)

### Settembre
- 13 settembre - Cesare Borgia, generale, cardinale e nobile italiano († 1507)

### Ottobre
- 9 ottobre - Giovanni Piccolomini, cardinale e arcivescovo cattolico italiano († 1537)
- 20 ottobre - Giovanni di Bernardo Rucellai, scrittore italiano († 1525)

### Novembre
- 2 novembre - Anna di York, principessa inglese († 1511)

### Dicembre
- 10 dicembre - Cesare Cesariano, pittore e architetto italiano († 1543)
- 11 dicembre - Papa Leone X, papa, vescovo cattolico e cardinale italiano († 1521)
- 24 dicembre - Thomas Murner, religioso, poeta e traduttore tedesco († 1537)

### Senza giorno specificato
- Felipe Bigarny, scultore e architetto spagnolo († 1543)
- Khvandamir, storico persiano († 1534)
- Giovanni Antonio Amato, pittore italiano († 1555)
- Alfonso Ariosto, diplomatico italiano († 1525)
- Violante Bentivoglio, Signora di Rimini, nobile italiano († 1528)
- Pietro Bernardino, orafo italiano († 1502)
- Ludovico Bonaccioli, medico, editore e umanista italiano († 1536)
- Girolamo Borgia, umanista e storico italiano
- Jörg Breu il Vecchio, pittore tedesco († 1537)
- Ludovico di Canossa, vescovo cattolico italiano († 1532)
- Giovanni Battista Caporali, architetto, pittore e miniatore italiano
- Caramuru, esploratore portoghese († 1557)
- Francisco Hernández de Córdoba, militare spagnolo
- Matteo Corti, medico italiano († 1564)
- William Courtenay, I conte di Devon, nobile britannico († 1511)
- Oliverotto da Fermo, condottiero e nobile italiano († 1503)
- Giulia Farnese, nobildonna italiana († 1524)
- Pedro Fernández de Lugo, esploratore spagnolo († 1536)
- Alejo Fernández, pittore spagnolo († 1545)
- Francisco de Garay, esploratore spagnolo († 1523)
- Pierre Gringore, poeta e drammaturgo francese († 1538)
- Gendün Gyatso,  tibetano († 1543)
- Ichijō Fusaie, militare giapponese († 1539)
- Angelo Ignannino, compositore italiano († 1543)
- Rinaldo Jacovetti, pittore, scultore e architetto italiano († 1528)
- Nicolò Maria Lodron, nobile italiano († 1548)
- Vesconte Maggiolo, cartografo italiano
- Ramberto Novello Malatesta, condottiero italiano († 1532)
- Tommaso Marino, banchiere italiano († 1572)
- Antonio de Montesinos, missionario e religioso spagnolo († 1540)
- Diego Méndez de Segura, esploratore spagnolo († 1536)
- Gaspare Negro, pittore e architetto italiano
- Arnoldo di Nimega, artista e vetraio olandese († 1536)
- Vasco Núñez de Balboa, militare, esploratore e condottiero spagnolo († 1519)
- Hernán Núñez, latinista, grecista e umanista spagnolo († 1553)
- Antonio Persona, criminale e medico italiano († 1505)
- Francisco de los Ángeles Quiñones, religioso, vescovo cattolico e cardinale spagnolo († 1540)
- Silvia Ruffini, nobildonna italiana († 1561)
- Valerius Anshelm, scrittore svizzero († 1547)
- Alessandra Scala, letterata italiana († 1506)
- Ottaviano Maria Sforza, patriarca cattolico italiano († 1545)
- Pál Tomori, generale e arcivescovo cattolico ungherese († 1526)
- Marcantonio Trevisan, doge († 1554)
- Thomas West, IX barone De La Warr, nobile britannico († 1554)
- Fernando Yáñez de la Almedina, pittore spagnolo († 1537)
- Cristóvão de Mendonça, nobile e esploratore portoghese († 1532)
- Petrus Sutor, umanista, teologo e monaco cristiano francese († 1537)
- Torello Saraina, storico e umanista italiano († 1550)
- Hermann von Brüggenei († 1549)

## Morti

### Febbraio
- 4 febbraio - Giovanni Andrea Bussi, umanista e vescovo cattolico italiano (n. 1417)
- 24 febbraio - Carlo I di Baden, sovrano tedesco (n. 1427)

### Aprile
- 13 aprile - Matteo Palmieri, umanista e politico italiano (n. 1406)
- 15 aprile - Ludovico I di Saluzzo, marchese italiano (n. 1405)

### Maggio
- 6 maggio - Dieric Bouts, pittore olandese

### Giugno
- 7 giugno - Vincenzo Amidani, funzionario italiano (n. 1410)
- 13 giugno - Giovanna d'Aviz, principessa portoghese (n. 1439)
- 30 giugno - Vannetta Toschi, nobile italiana (n. 1419)

### Agosto
- 15 agosto - Gijsbrecht van Brederode, vescovo cattolico tedesco (n. 1416)
- 18 agosto - Gerardo di Jülich-Berg, nobile tedesco
- 30 agosto - Roberto Valturio, storico italiano (n. 1405)

### Settembre
- 6 settembre - Adolfo II di Nassau, arcivescovo cattolico tedesco (n. 1423)
- 8 settembre - Alano della Rupe, teologo francese (n. 1428)
- 17 settembre - Muhammad Shah di Pahang, sovrano malese
- 21 settembre - Antoine I de Croÿ, nobile e militare belga

### Ottobre
- 5 ottobre - Paolo Moerich, religioso e scultore tedesco

### Novembre
- 3 novembre - Bartolomeo Colleoni, condottiero italiano (n. 1395)
- 10 novembre - Giorgio di Matteo, scultore, architetto e urbanista dalmata
- 11 novembre - Philippe de Lévis, cardinale francese (n. 1435)
- 11 novembre - Leonardo della Rovere, nobile italiano (n. 1445)
- 20 novembre - Antoniotto da Cabella, mercante e politico italiano (n. 1420)

### Dicembre
- 9 dicembre - Luigi di Lussemburgo-Saint-Pol, generale francese (n. 1418)
- 10 dicembre - Paolo Uccello, pittore italiano (n. 1397)

### Senza giorno specificato
- Arnau Fonolleda, politico spagnolo (n. 1390)
- Bertola da Novate, ingegnere italiano (n. 1410)
- Luisa d'Angiò, nobile (n. 1445)
- Radu III il Bello, sovrano rumeno (n. 1438)
- Teodosio, monaco cristiano russo
- Timurbugha, sultano
- Alice Chaucer, nobile inglese (n. 1404)
- Bartolomeo Cipolla, giurista e diplomatico italiano (n. 1420)
- Ursina Colleoni, nobildonna italiana (n. 1434)
- Comando Comandi, insegnante italiano (n. 1411)
- Albrecht von Eyb, umanista tedesco (n. 1420)
- Gabriele Francesco Farnese, nobile e militare italiano
- Teodoro Gaza, umanista e traduttore bizantino
- Henry Holland, III duca di Exeter, nobile inglese (n. 1430)
- Onorato I Lascaris di Ventimiglia, politico italiano
- Antonio Malatesta, vescovo cattolico italiano
- Baldo Martorelli, umanista italiano
- Masuccio Salernitano, scrittore italiano
- Albert van Outwater, pittore olandese
- Isabella Paleologa, nobile (n. 1419)
- Katherine Percy, nobile inglese (n. 1423)
- Peter von Pusica, architetto austriaco (n. 1400)
- Maria di Savoia, nobile italiana (n. 1448)
- Lope III Ximénez de Urrea y de Bardaixi, nobile e politico spagnolo (n. 1405)
- Giovanni I Ventimiglia, nobile, politico e militare italiano (n. 1383)
- Georg Walter, giurista tedesco (n. 1420)
- Giovanna d'Aragona, nobile italiana (n. 1455)
- Aura da Montefeltro, nobile italiana
- Jean de Wavrin, militare e letterato francese (n. 1395)
- Volrado I di Waldeck, nobile tedesco

## Calendario
| Calendario 1475 | Calendario 1475 | Calendario 1475 | Calendario 1475 | Calendario 1475 | Calendario 1475 | Calendario 1475 | Calendario 1475 | Calendario 1475 | Calendario 1475 | Calendario 1475 | Calendario 1475 | Calendario 1475 | Calendario 1475 | Calendario 1475 | Calendario 1475 | Calendario 1475 | Calendario 1475 | Calendario 1475 | Calendario 1475 | Calendario 1475 | Calendario 1475 | Calendario 1475 | Calendario 1475 | Calendario 1475 | Calendario 1475 | Calendario 1475 | Calendario 1475 | Calendario 1475 | Calendario 1475 | Calendario 1475 | Calendario 1475 | Calendario 1475 |
| --------------- | --------------- | --------------- | --------------- | --------------- | --------------- | --------------- | --------------- | --------------- | --------------- | --------------- | --------------- | --------------- | --------------- | --------------- | --------------- | --------------- | --------------- | --------------- | --------------- | --------------- | --------------- | --------------- | --------------- | --------------- | --------------- | --------------- | --------------- | --------------- | --------------- | --------------- | --------------- | --------------- |
|                 | 1               | 2               | 3               | 4               | 5               | 6               | 7               | 8               | 9               | 10              | 11              | 12              | 13              | 14              | 15              | 16              | 17              | 18              | 19              | 20              | 21              | 22              | 23              | 24              | 25              | 26              | 27              | 28              | 29              | 30              | 31              |                 |
| Gennaio         | Do              | Lu              | Ma              | Me              | Gi              | Ve              | Sa              | Do              | Lu              | Ma              | Me              | Gi              | Ve              | Sa              | Do              | Lu              | Ma              | Me              | Gi              | Ve              | Sa              | Do              | Lu              | Ma              | Me              | Gi              | Ve              | Sa              | Do              | Lu              | Ma              |                 |
| Febbraio        | Me              | Gi              | Ve              | Sa              | Do              | Lu              | Ma              | Me              | Gi              | Ve              | Sa              | Do              | Lu              | Ma              | Me              | Gi              | Ve              | Sa              | Do              | Lu              | Ma              | Me              | Gi              | Ve              | Sa              | Do              | Lu              | Ma              |                 |                 |                 |                 |
| Marzo           | Me              | Gi              | Ve              | Sa              | Do              | Lu              | Ma              | Me              | Gi              | Ve              | Sa              | Do              | Lu              | Ma              | Me              | Gi              | Ve              | Sa              | Do              | Lu              | Ma              | Me              | Gi              | Ve              | Sa              | Do              | Lu              | Ma              | Me              | Gi              | Ve              |                 |
| Aprile          | Sa              | Do              | Lu              | Ma              | Me              | Gi              | Ve              | Sa              | Do              | Lu              | Ma              | Me              | Gi              | Ve              | Sa              | Do              | Lu              | Ma              | Me              | Gi              | Ve              | Sa              | Do              | Lu              | Ma              | Me              | Gi              | Ve              | Sa              | Do              |                 |                 |
| Maggio          | Lu              | Ma              | Me              | Gi              | Ve              | Sa              | Do              | Lu              | Ma              | Me              | Gi              | Ve              | Sa              | Do              | Lu              | Ma              | Me              | Gi              | Ve              | Sa              | Do              | Lu              | Ma              | Me              | Gi              | Ve              | Sa              | Do              | Lu              | Ma              | Me              |                 |
| Giugno          | Gi              | Ve              | Sa              | Do              | Lu              | Ma              | Me              | Gi              | Ve              | Sa              | Do              | Lu              | Ma              | Me              | Gi              | Ve              | Sa              | Do              | Lu              | Ma              | Me              | Gi              | Ve              | Sa              | Do              | Lu              | Ma              | Me              | Gi              | Ve              |                 |                 |
| Luglio          | Sa              | Do              | Lu              | Ma              | Me              | Gi              | Ve              | Sa              | Do              | Lu              | Ma              | Me              | Gi              | Ve              | Sa              | Do              | Lu              | Ma              | Me              | Gi              | Ve              | Sa              | Do              | Lu              | Ma              | Me              | Gi              | Ve              | Sa              | Do              | Lu              |                 |
| Agosto          | Ma              | Me              | Gi              | Ve              | Sa              | Do              | Lu              | Ma              | Me              | Gi              | Ve              | Sa              | Do              | Lu              | Ma              | Me              | Gi              | Ve              | Sa              | Do              | Lu              | Ma              | Me              | Gi              | Ve              | Sa              | Do              | Lu              | Ma              | Me              | Gi              |                 |
| Settembre       | Ve              | Sa              | Do              | Lu              | Ma              | Me              | Gi              | Ve              | Sa              | Do              | Lu              | Ma              | Me              | Gi              | Ve              | Sa              | Do              | Lu              | Ma              | Me              | Gi              | Ve              | Sa              | Do              | Lu              | Ma              | Me              | Gi              | Ve              | Sa              |                 |                 |
| Ottobre         | Do              | Lu              | Ma              | Me              | Gi              | Ve              | Sa              | Do              | Lu              | Ma              | Me              | Gi              | Ve              | Sa              | Do              | Lu              | Ma              | Me              | Gi              | Ve              | Sa              | Do              | Lu              | Ma              | Me              | Gi              | Ve              | Sa              | Do              | Lu              | Ma              |                 |
| Novembre        | Me              | Gi              | Ve              | Sa              | Do              | Lu              | Ma              | Me              | Gi              | Ve              | Sa              | Do              | Lu              | Ma              | Me              | Gi              | Ve              | Sa              | Do              | Lu              | Ma              | Me              | Gi              | Ve              | Sa              | Do              | Lu              | Ma              | Me              | Gi              |                 |                 |
| Dicembre        | Ve              | Sa              | Do              | Lu              | Ma              | Me              | Gi              | Ve              | Sa              | Do              | Lu              | Ma              | Me              | Gi              | Ve              | Sa              | Do              | Lu              | Ma              | Me              | Gi              | Ve              | Sa              | Do              | Lu              | Ma              | Me              | Gi              | Ve              | Sa              | Do              |                 |